# Indiana Pacers 1976-1977
La stagione 1976-77 degli Indiana Pacers fu la 1ª nella NBA per la franchigia.
Gli Indiana Pacers arrivarono quinti nella Midwest Division della Eastern Conference con un record di 36-46, non qualificandosi per i play-off.

## Roster
| N°    | Naz.                   | Ruolo | Sportivo        | Anno | Alt. | Peso |
| ----- | ---------------------- | ----- | --------------- | ---- | ---- | ---- |
| 1     | Stati Uniti (bandiera) | G     | Freddie Lewis   | 1943 | 183  | 79   |
| 9     | Stati Uniti (bandiera) | A     | Mel Bennett     | 1955 | 201  | 91   |
| 10    | Stati Uniti (bandiera) | G     | Don Buse        | 1950 | 193  | 86   |
| 15    | Stati Uniti (bandiera) | G     | Darrell Elston  | 1952 | 193  | 86   |
| 20    | Stati Uniti (bandiera) | AC    | Darnell Hillman | 1949 | 206  | 98   |
| 21-23 | Stati Uniti (bandiera) | G     | Jerome Anderson | 1953 | 196  | 88   |
| 22    | Stati Uniti (bandiera) | A     | Wil Jones       | 1947 | 203  | 93   |
| 23    | Stati Uniti (bandiera) | G     | John Williamson | 1951 | 188  | 84   |
| 24    | Stati Uniti (bandiera) | A     | Steve Green     | 1953 | 201  | 100  |
| 25    | Stati Uniti (bandiera) | GA    | Billy Knight    | 1952 | 198  | 88   |
| 32    | Stati Uniti (bandiera) | AC    | Dan Roundfield  | 1953 | 203  | 93   |
| 34    | Stati Uniti (bandiera) | A     | Clyde Mayes     | 1953 | 203  | 102  |
| 40    | Stati Uniti (bandiera) | AC    | Dave Robisch    | 1949 | 208  | 107  |
| 41    | Stati Uniti (bandiera) | AC    | Len Elmore      | 1952 | 206  | 100  |
| 44    | Stati Uniti (bandiera) | G     | Mike Flynn      | 1953 | 188  | 82   |
| 45    | Stati Uniti (bandiera) | A     | Rudy Hackett    | 1953 | 206  | 95   |

## Staff tecnico
- Allenatore: Slick Leonard
- Vice-allenatore: Jerry Oliver
- Preparatore atletico: David Craig